# Salto em comprimento
Salto em distância(pt-BR) ou salto em comprimento(pt-PT?) é uma modalidade desportiva de salto do atletismo (junto com salto em altura, salto com vara e, salto triplo) onde os atletas combinam velocidade, força e agilidade para saltarem o mais longe possível a partir de um ponto pré-determinado. Existe desde os Jogos Olímpicos da Antiguidade e, na Era Moderna, é disputado desde a primeira edição em Atenas 1896, para homens, e desde Londres 1948, para mulheres.
O primeiro campeão olímpico da prova foi o norte-americano Ellery Clark e a primeira campeã a húngara Olga Gyarmati. Os atuais campeões olímpicos são Miltiadis Tentoglou da Grécia e Tara Davis-Woodhall dos Estados Unidos. O recorde mundial pertence desde 1991 ao norte-americano Mike Powell — 8,95 m — e entre as mulheres é da soviética Galina Chistyakova — 7,52 m — desde 1988.
O mundo lusófono tem uma história de sucesso nesta modalidade do atletismo; além de brasileiros e portugueses já terem vencido por diversas vezes o salto em distância em eventos continentais, como  os Jogos Pan-americanos e o Campeonato Europeu de Atletismo em Pista Coberta, a brasileira Maurren Maggi e a portuguesa Naide Gomes foram campeãs olímpica e mundial indoor, respectivamente, em Pequim 2008, Budapeste 2004 e Valência 2008.

## História
O salto em distância é o único evento de salto conhecido do pentatlo disputado na Grécia Antiga. Todas as modalidades do atletismo que existiam na época eram inicialmente supostos a servirem de treinamento para as guerras e ele surgiu possivelmente como um treino para o cruzamento de obstáculos como riachos e ravinas pelos soldados. Depois de investigações de marcas sobreviventes do evento na Antiguidade, acredita-se que, ao contrário dos atuais saltos, aos atletas era permitido apenas uma curta corrida antes de saltarem e eles tinham que carregar um pequeno peso em cada mão, chamados halteres, pesando entre 1 e 4,5 kg. Estes pesos eram balançados para frente no momento de saltar e empurrados para trás no meio do salto como uma maneira de aumentar a impulsão, mas os atletas precisam mantê-los nas mãos durante todo o salto. Balançando-os para cima e para baixo ao fim do salto, o centro de gravidade do atleta era mudado e permitia que as pernas fossem mais esticadas, aumentando a distância saltada.
O salto em si era feito de uma linha chamada bater ("aquela que é pisoteada"), provavelmente uma simples placa colocada no chão do estádio e removida após a prova,  e os saltadores aterrissavam numa área chamada skamma, um "espaço escavado" no chão. Não havia ainda uma caixa de areia nesta área, o que é uma invenção moderna; a "skamma" era simplesmente uma pequena área escavada para essa ocasião e nada dela sobreviveu ao tempo.
Este salto era considerado uma das mais difíceis provas da Antiguidade, pela técnica exigida; durante os saltos músicas eram executadas e o sofista ateniense Philostratus diz que às vezes gaitas eram tocadas para dar o ritmo necessário aos complexos movimentos feitos pelos atletas com os pesos nas mãos durante o salto. Philostratus escreveu: "As regras consideravam o salto a mais difícil prova do torneio e elas permitiam ao saltador tirar vantagem em seu ritmo pela marcação feita com flautas e em seu peso pelo uso dos halteres."
O mais notável atleta da Antiguidade neste evento dos antigos Jogos Olímpicos foi Chionis de Esparta, que nas Olimpíadas de 656 a.C. realizou um salto de 7,05 metros.
Entre os Jogos Olímpicos de Paris 1900 e Estocolmo 1912, o salto em comprimento também tinha  a modalidade "sem corrida"; o atleta saltava de uma marca completamente parado, usando apenas a impulsão do corpo para realizar o salto. O norte-americano Ray Ewry foi campeão olímpico desta modalidade não mais existente por três vezes consecutivas.

## Regras
O salto deve ser dado após uma corrida numa raia marcada no chão, com o atleta saltando o mais longe possível dentro de uma caixa de areia ao fim dela. O salto é invalidado caso o atleta pise no final da tábua de impulsão, que geralmente é marcado por uma listra vermelha, colocada exatamente no início da caixa. Atualmente, o bordo da tábua é coberto por plasticina para facilitar a decisão dos juízes em casos dúbios. A distância é então medida do limite da tábua até a primeira marca na areia feita pelo corpo do atleta. A maioria dos eventos disputados é composto de seis saltos, sendo que alguns deles, que tem marcas mais baixas, constam de apenas três saltos. Se os competidores empatam no salto mais longo, é declarado vencedor aquele com a segunda marca mais longa.
Em eventos esportivos de grande magnitude, como os Jogos Olímpicos ou o Campeonato Mundial de Atletismo por exemplo, os doze melhores atletas dentre todos os que participam da primeira rodada de saltos, são classificados para a final; nela, todos dão três saltos mas apenas os oito primeiros colocados participam da rodada final de mais três saltos. Todos os seis saltos destes atletas finais valem para aferir o vencedor.
Como em diversas outras modalidades do atletismo, saltos dados com vento a favor acima de 2m/s não tem validade para a aferição de recordes.

### Delamere's Flip - A técnica inovadora, e proibida
Em 1974, o atleta neozelandês John Delamere realizou o salto em distância com uma técnica inovadora: após saltar, ele continuou o movimento do corpo dando uma cambalhota, num movimento similar ao salto mortal para frente. Esse movimento é mais eficiente mecanicamente. O movimento foi considerado ilegal, e meses mais tarde proibido pela Federação Internacional de Atletismo por ser "perigoso demais para a saúde dos atletas". Esta restrição permanece em vigor até hoje.
Se essa técnica não tivesse sido proibida, este teria sido o primeiro avanço significativo no salto em distância em mais de 50 anos, tendo o mesmo impacto que a inovadora técnica de Fosbury trouxe ao salto em altura.
No livro "Track and Field Dynamics" (1971) de Tom Ecker, Delamere aprendeu que o movimento natural do corpo em um salto é seguir o movimento para frente, então se você virar uma cambalhota para frente, o salto fica mais eficiente. Quando os saltadores em distância saltam, eles começam a girar naturalmente para a frente em torno de sua barriga, que se torna como um ponto de apoio. É por isso que os saltadores devem inclinar ligeiramente a parte superior do corpo para trás para permanecerem em pé quando saltam.
Tom Ecker - professor de biomecânica e autor do livro "Track and Field Dynamics", onde foi um dos primeiros a propor a técnica na década de 1970 - em uma entrevista à Sports Illustrated em 1974, contestou a decisão da Federação Internacional de Atletismo de proibir esse tipo de salto: “Não creio que haja perigo algum. O pior que um cara poderia fazer seria cair de costas”. John Delamere seguiu a mesma linha. Para ele “se é perigoso e você precisa proibi-lo, então é melhor proibir completamente a ginástica”.

## Recordes
De acordo com a World Athletics.
Homens
| Recorde          | Distância | Atleta      | País           | Data            | Local                 |
| Recorde mundial  | 8,95 m    | Mike Powell | Estados Unidos | 30 agosto 1991  | Tóquio                |
| Recorde olímpico | 8,90 m    | Bob Beamon  | Estados Unidos | 18 outubro 1968 | Cidade do México 1968 |

Mulheres
| Recorde          | Distância | Atleta               | País                                        | Data             | Local      |
| Recorde mundial  | 7,52 m    | Galina Chistyakova   | União das Repúblicas Socialistas Soviéticas | 11 junho 1988    | Leningrado |
| Recorde olímpico | 7,40 m    | Jackie Joyner-Kersee | Estados Unidos                              | 29 setembro 1988 | Seul 1988  |

## Melhores marcas mundiais
As marcas abaixo incluem outdoor e indoor (i) de acordo com a World Athletics.

### Homens
| Posição | Distância  | Atleta          | País                                        | Data            | Local            |
| ------- | ---------- | --------------- | ------------------------------------------- | --------------- | ---------------- |
| 1       | 8,95 m     | Mike Powell     | Estados Unidos                              | 30 agosto 1991  | Tóquio           |
| 2       | 8,90 m     | Bob Beamon      | Estados Unidos                              | 18 outubro 1968 | Cidade do México |
| 3       | 8,87 m     | Carl Lewis      | Estados Unidos                              | 30 agosto 1991  | Tóquio           |
| 4       | 8,86 m     | Robert Emmiyan  | União das Repúblicas Socialistas Soviéticas | 22 maio 1987    | Salcazor         |
| 5       | 8,79 m     | Carl Lewis      | Estados Unidos                              | 19 junho 1983   | Indianápolis     |
| 5       | 8,79 m (i) | Carl Lewis      | Estados Unidos                              | 27 janeiro 1984 | Nova York        |
| 7       | 8,76 m     | Carl Lewis      | Estados Unidos                              | 24 julho 1982   | Indianápolis     |
| 7       | 8,76 m     | Carl Lewis      | Estados Unidos                              | 18 julho 1988   | Indianápolis     |
| 9       | 8,75 m     | Carl Lewis      | Estados Unidos                              | 16 agosto 1987  | Indianápolis     |
| 10      | 8,74 m     | Larry Myricks   | Estados Unidos                              | 18 julho 1988   | Indianápolis     |
| 10      | 8,74 m     | Erick Walder    | Estados Unidos                              | 2 abril 1994    | El Paso          |
| 10      | 8,74 m     | Dwight Phillips | Estados Unidos                              | 7 junho 2008    | Eugene           |

### Mulheres
| Posição | Distância | Atleta               | País                                        | Data           | Local          |
| ------- | --------- | -------------------- | ------------------------------------------- | -------------- | -------------- |
| 1       | 7,52 m    | Galina Chistyakova   | União das Repúblicas Socialistas Soviéticas | 11 junho 1988  | Leningrado     |
| 2       | 7,49 m    | Jackie Joyner-Kersee | Estados Unidos                              | 22 maio 1994   | Nova York      |
| 2       | 7,49 m    | Jackie Joyner-Kersee | Estados Unidos                              | 31 julho 1994  | Sestriere      |
| 4       | 7,48 m    | Heike Drechsler      | Alemanha Oriental                           | 9 julho 1988   | Neubrandenburg |
| 4       | 7,48 m    | Heike Drechsler      | Alemanha                                    | 8 julho 1992   | Lausanne       |
| 6       | 7,45 m    | Heike Drechsler      | Alemanha Oriental                           | 21 junho 1986  | Tallin         |
| 6       | 7,45 m    | Heike Drechsler      | Alemanha Oriental                           | 3 julho 1986   | Dresden        |
| 6       | 7,45 m    | Jackie Joyner-Kersee | Estados Unidos                              | 13 agosto 1987 | Indianápolis   |
| 6       | 7,45 m    | Galina Chistyakova   | União das Repúblicas Socialistas Soviéticas | 11 junho 1988  | Leningrado     |
| 6       | 7,45 m    | Galina Chistyakova   | União das Repúblicas Socialistas Soviéticas | 12 agosto 1988 | Budapeste      |

## Melhores marcas olímpicas
As marcas abaixo são de acordo com o Comitê Olímpico Internacional – COI.

### Homens
| Posição | Distância | Atleta          | País              | Medalha | Local                 |
| ------- | --------- | --------------- | ----------------- | ------- | --------------------- |
| 1       | 8,90 m    | Bob Beamon      | Estados Unidos    | ouro    | Cidade do México 1968 |
| 2       | 8,72 m    | Carl Lewis      | Estados Unidos    | ouro    | Seul 1988             |
| 3       | 8,68 m    | Carl Lewis      | Estados Unidos    |         | Barcelona 1992        |
| 4       | 8,67 m    | Carl Lewis      | Estados Unidos    | ouro    | Barcelona 1992        |
| 5       | 8,64 m    | Mike Powell     | Estados Unidos    | prata   | Barcelona 1992        |
| 6       | 8,59 m    | Dwight Phillips | Estados Unidos    | ouro    | Atenas 2004           |
| 7       | 8,55 m    | Iván Pedroso    | Cuba              | ouro    | Sydney 2000           |
| 8       | 8,54 m    | Lutz Dombrowski | Alemanha Oriental | ouro    | Moscou 1980           |
| 8       | 8,54 m    | Carl Lewis      | Estados Unidos    | ouro    | Los Angeles 1984      |
| 10      | 8,50 m    | Carl Lewis      | Estados Unidos    | ouro    | Atlanta 1996          |

* A marca de 8,68 m de Carl Lewis foi conseguida nas eliminatórias e é 1 cm maior que a marca que lhe deu o ouro na final de Barcelona 1992.

### Mulheres
| Posição | Distância | Atleta               | País                                        | Medalha | Local          |
| ------- | --------- | -------------------- | ------------------------------------------- | ------- | -------------- |
| 1       | 7,40 m    | Jackie Joyner-Kersee | Estados Unidos                              | ouro    | Seul 1988      |
| 2       | 7,27 m    | Jackie Joyner-Kersee | Estados Unidos                              |         | Seul 1988      |
| 3       | 7,22 m    | Heike Drechsler      | Alemanha Oriental                           | prata   | Seul 1988      |
| 4       | 7,17 m    | Tianna Bortoletta    | Estados Unidos                              | ouro    | Rio 2016       |
| 5       | 7,15 m    | Brittney Reese       | Estados Unidos                              | prata   | Rio 2016       |
| 6       | 7,14 m    | Heike Drechsler      | Alemanha                                    | ouro    | Barcelona 1992 |
| 7       | 7,12 m    | Inessa Kravets       | Equipa Unificada nos Jogos Olímpicos        | prata   | Barcelona 1992 |
| 7       | 7,12 m    | Chioma Ajunwa        | Nigéria                                     | ouro    | Atlanta 1996   |
| 7       | 7,12 m    | Brittney Reese       | Estados Unidos                              | ouro    | Londres 2012   |
| 10      | 7,11 m    | Galina Chistyakova   | União das Repúblicas Socialistas Soviéticas | bronze  | Seul 1988      |

* A ucraniana Inessa Kravets competiu em Barcelona 1992 pela Equipe Unificada da Comunidade dos Estados Independentes (CEI). O salto de 7,27 m de Jackie Joyner-Kersee foi dado nas eliminatórias de Seul 1988.

## Marcas da lusofonia
| País                | Masculino | Atleta                           | Ano      | Local      | Feminino | Atleta            | Ano  | Local       |               |
| Brasil              | 8,40 m    | Douglas de Sousa                 | 1995     | São Paulo  | 7,26 m   | Maurren Maggi     | 1999 | Bogotá      | [ 20 ]        |
| Portugal            | 8,36 m    | Carlos Nuno Calado               | 1997     | Lisboa     | 7,12 m   | Naide Gomes       | 2008 | Fontvieille | [ 21 ]        |
| Cabo Verde          | 7,57 m    | Nélson Évora 1                   | 2002     | Lisboa     | 5,50 m   | Claudina Borges   | 2010 | Lisboa      | [ 22 ]        |
| Angola              | 7,52 m    | Afonso Ferraz                    | 1991     | Al-Qahira  | 5,84 m   | Ungudi Quiawacana | 2007 | Lisboa      | [ 23 ]        |
| Moçambique          | 7,51 m    | Carvalho Machuza                 | 2006     | Windhoek   | 6,40 m   | Elisa Cossa       | 2000 | Pretória    | [ 24 ] [ 25 ] |
| São Tomé e Príncipe | 7,02 m    | Juary TavaresAlberto de Oliveira | 20152019 | LisboaOnil | 6,36 m   | Enezenaide Gomes  | 2001 | Rio Maior   | [ 22 ]        |
| Guiné-Bissau        | 6,96 m    | Edivaldo Monteiro                | 1996     | Lisboa     | 6,00 m   | Fatumata Baldé    | 2018 | Lisboa      | [ 22 ]        |

1 Na época, Nélson Évora, nascido na Costa do Marfim, representava Cabo Verde, terra natal de seus pais, nas competições de atletismo. Depois de naturalizado português, passaria a competir por Portugal, por onde foi campeão olímpico do salto triplo. Até hoje detém os recordes nacionais de Cabo Verde nas duas modalidades.